# Luftangriffe auf Osnabrück
Während des Zweiten Weltkriegs wurden insgesamt 79 Luftangriffe auf Osnabrück durch Einheiten der Royal Air Force (RAF) und den United States Army Air Forces (USAAF) geflogen. Im Luftkrieg des Zweiten Weltkriegs war die Stadt Osnabrück für die Alliierten ein Ziel von strategischer Bedeutung. Ein wichtiger Eisenbahnknoten der Reichsbahn war der Hauptbahnhof. Südöstlich davon lagen Lokschuppen des Bahnbetriebswerks und die ausgedehnten Gleisanlagen des Rangierbahnhofs, neben dem sich bedeutende Industriebetriebe wie das Stahlwerk und das Karmann-Automobilwerk (heute Volkswagen Osnabrück) angesiedelt hatten. Ebenfalls in Sichtweite des Hauptbahnhofs produzierte in Gartlage das zur Gutehoffnungshütte gehörende Osnabrücker Kupfer- und Drahtwerk (OKD, heute KME SE). 
Speziell das Flächenbombardement ziviler Ziele (Innenstadt, Wohngebiete und andere) durch die RAF erfolgte aufgrund der vom britischen Luftfahrtministerium (Air Ministry) am 14. Februar 1942 erteilten „Area Bombing Directive“.
Von den alliierten Basen auf Großbritannien aus konnte Osnabrück aufgrund der relativ kurzen Flugstrecke schnell erreicht werden. Zudem wurden oft auf dem Rückflug von Zielen in Mitteldeutschland bzw. Berlin restliche Bomben auf die kurz vor der niederländischen Grenze liegende Region abgeworfen.

## Luftangriffe
Am 4. September 1939, wenige Tage nach dem Beginn des Zweiten Weltkrieges in Europa, heulten in Osnabrück zum ersten Mal die Sirenen. Am 23. Juni 1940 fielen die ersten Bomben auf die Stadt, als britische Flugzeuge das Klöckner-Stahlwerk angriffen. Bis Kriegsende musste die Bevölkerung insgesamt 2396 Mal in Kellern und Luftschutzbunkern Schutz suchen.
Der erste größere Angriff im Rahmen der britischen „Area Bombing Directive“ erfolgte am 20. Juni 1942, hierbei wurden 9.000 Phosphor- und Elektron-Thermitstabbrandbomben über der Altstadt abgeworfen. Einen weiteren schweren Luftangriff flog am 6. Oktober 1942 die britische RAF; sie warf 11.000 Spreng- und Brandbomben über der südlichen Altstadt ab.
Die meisten Todesopfer (241 Personen) gab es beim Tagesangriff der USAAF vom 13. Mai 1944 auf den Stadtteil Schinkel.
Ein weiterer schwerer Angriff erfolgte am 13. September 1944. Hierbei wurde durch 2171 Spreng- und 181.000 Brandbomben ein Feuersturm in der Altstadt entfacht, dem die meisten historischen Gebäude zum Opfer fielen.
Einen Monat später erfolgte am 13. Oktober 1944 ein weiterer Angriff mit 16.000 Brand- und 2.616 Sprengbomben auf die bis dahin noch nicht zerstörten Stadtteile Osnabrücks.
Bei dem 79. und letzten Luftangriff kamen am Vormittag des 25. März 1945, des Palmsonntag, noch mindestens 178 Menschen ums Leben. Knapp sieben Wochen vor der bedingungslosen Kapitulation der Wehrmacht, dem Ende des Zweiten Weltkriegs in Europa, wurden die in der Altstadt noch verbliebenen Gebäude nahezu vollständig zerstört. 
Am 4. April 1945 besetzten britische und kanadische Einheiten die Stadt, womit die Gefahr von Luftangriffen für die Bewohner endgültig vorüber war.

## Bilanz der Luftangriffe
Insgesamt wurde das Stadtgebiet zu mehr als 65 Prozent zerstört; am stärksten betroffen war mit 94 Prozent die mittelalterliche Altstadt.
Bis Kriegsende flogen alliierte Verbände 79 Luftangriffe auf Osnabrück, dabei wurden rund 181 Luftminen, fast 25.000 Sprengbomben, über 650.000 Brandbomben und ca. 12.000 Flüssig-Brandbomben (Kanister) abgeworfen.
Die Statistik meldet als Bilanz des Bombenkrieges 1434 Tote – darunter 268 Kriegsgefangene, Häftlinge, Zwangsarbeiter –, 1964 Verletzte, 757 Großbrände, dazu mehr als 3600 Mittel- und Kleinbrände, fast 6000 total zerstörte Wohnhäuser, 5700 beschädigte Wohnhäuser. 32 öffentliche Gebäude (darunter das Rathaus, die Stadtwaage, der Hauptbahnhof), 56 Betriebe, sieben Kirchen (darunter der Dom St. Peter, St. Katharinen, St. Johann und St. Marien), 13 Schulen, ein Krankenhaus (das Marienhospital) gingen in Flammen auf. 900.000 Kubikmeter Trümmer häuften sich in der Stadt.

## Wiederaufbau
Knapp ein Jahr nach Kriegsende eröffnete am 11. Februar 1946 der von der britischen Militärverwaltung eingesetzte Oberbürgermeister Adolf Kreft die erste Sitzung des ebenfalls von den Briten ernannten Rates und bilanzierte weiteren Schutt. Er sagte: „Die vergangene Epoche hat ja nicht nur im Materiellen, sondern mehr vielleicht noch im Geistigen ungeheure Schuttmassen hinterlassen.“
Oberstadtdirektor Willi Vollbrecht, der dem Rat am 2. April 1946 seinen „Enttrümmerungsbericht“ vorlegte, rief unmissverständlich ins Gedächtnis: „Wenn die Trümmer Osnabrücks anklagend bezeugen, das ist Hitlers hinterlassenes Werk, so gehört für seine Anhänger auch bei sachlichster Überlegung noch das Wort hinzu: Das ist auch Euer Werk“. Der Wiederaufbau, so forderte Vollbrecht, „bedeutet keineswegs Wiederherstellung des Alten, er ist nicht Restauration, sondern auf der Grundlage des Wiederaufbaus ist eine erneuerte Stadt zu erstreben.“ Mindestens zwei Jahrzehnte, schätzte er, werde der Aufbau dauern. Das Wiederaufbauwerk gelang, selbst wenn sich bald zeigte, dass vieles eilig und notdürftig errichtet wurde. Deswegen machte sich die Stadt Ende der 1960er Jahre an die nächste große Aufgabe – die Sanierung der Altstadt. Dabei sollte möglichst das gewachsene, nach 1945 teilweise wiedererstandene Stadtbild erhalten bleiben. Dennoch ließ sich die Stadt nicht ohne schmerzliche Eingriffe in Straßenzüge und Struktur neu gestalten. Die Sanierung war heftig umstritten. Doch auch sie gelingt: Osnabrück erhielt für das „Jahrhundertwerk“ Auszeichnungen des Landes Niedersachsen und des Bundes. Die Ausstellung „Zerstörung und Aufbau“ im oberen Flur des Osnabrücker Rathauses erinnert daran. Großfotos, Texte, Pläne und Videos dokumentieren den Weg von der zerbombten Stadt bis zum neuen Osnabrück.

## Nachwirkungen bis heute
10 bis 15 Prozent aller abgeworfenen Spreng- und Brandbomben waren Blindgänger. Hiervon wurde jedoch nur ein Teil während des Krieges und in den Nachkriegsjahren geräumt. Von weiteren unentdeckten Objekten ist auszugehen. Bis Ende der 1990er Jahre fand eine Kampfmittelbeseitigung in Osnabrück nahezu nur zufällig bei Baumaßnahmen statt. Im Jahr 2000 bot sich durch den Kampfmittelräumdienst die Gelegenheit, im Bereich Dodesheide anhand von Luftbildauswertungen gezielt nach Bombenblindgängern zu suchen. Die Zahl der Funde, insbesondere Bomben mit so genannten Langzeitzündern, veranlasste die Stadt Osnabrück, gezielt nach Blindgängern zu suchen. Pro Jahr werden etwa 150 bis 200 Verdachtspunkte anhand von Luftbildern ermittelt. Immer noch gibt es mehrmals im Jahr Bombenräumungen in Osnabrück – teilweise kurzfristig, wenn bei Bauarbeiten Bomben mit hohem Gefährdungspotential gefunden werden. Beispielsweise gab es von Januar bis April 2025 allein vier Bombenräumungen (14. Februar, 16. Februar, 16. März, 6. April) mit 4000 bis 15.000 evakuierten Einwohnern.
Bis heute stehen vereinzelt Luftschutzbunker in der Stadt, die in der Kriegszeit angelegt wurden.